# Andrzej Skwirczyński
Andrzej Skwirczyński (ur. 13 października 1943 roku w Nowym Sączu, zm. 5 maja 2009 roku w Krakowie) – instruktor taternictwa, alpinista, z zawodu geolog.

## Życiorys
Andrzej Skwirczyński urodził się 13 października 1943 roku jak syn Mieczysława i Antoniny Skwirczyńskich. Do końca okupacji wraz z rodzicami mieszkał w Rożnowie. Po wojnie zamieszkali w Krakowie. Swoją przygodę ze wspinaczką rozpoczął w 1960 roku.
29 marca 1969 roku ukończył studia na Akademii Górniczo-Hutniczej uzyskując tytuł magistra inżyniera geologa górniczego.
Do końca 2008 roku pracował w Katedrze Ceramiki Specjalnej, Wydziału Inżynierii Materiałowej i Ceramiki Akademii Górniczo-Hutniczej w Krakowie.
Po długiej chorobie Andrzej Skwirczyński zmarł 5 maja 2009 roku. Od 2010 roku na początku maja organizowany jest przez Klub Wysokogórski Kraków Memoriał Andrzeja Skwirczyńskiego.

## Działalność
Andrzej Skwirczyński był instruktorem wspinaczki wysokogórskiej, grotołazem, członkiem Klubu Wysokogórskiego Kraków oraz Oddziału Krakowskiego Polskiego Towarzystwa Przyjaciół Nauk o Ziemi. Organizował i uczestniczył w wyprawach, był autorem wielu dróg w skałkach podkrakowskich, jego wieloletnia działalność ekiperska odsłoniła liczne drogi wspinaczkowe.

## Wyprawy
- 1970 – jaskinia Gruberhornhöhle (Austria), w masywie Hoher Göll.[6]
- 1971 – jaskinia Triglavska Brezna w Alpach Julijskich (obecna Słowenia) w masywie Triglavu[7].
- 1972 – jaskinia Gouffre Pierre St. Martin w Pirenejach (Francja)[8].
- 1973 – jaskinia Lamprechtsofen (Austria), w Alpach Salzburskich.
- 1974 – do jaskiń Iranu i Libanu[9].
- 1975 – w Andy, masyw Cordillera Blanca[10].
- 1977 – do Turcji i Syrii.
- 1980 – do Włoch, w Dolomity.

Ponadto wielokrotne wyjazdy w Tatry i Alpy.